# Blechnum durum
Blechnum durum är en kambräkenväxtart som först beskrevs av Moore, och fick sitt nu gällande namn av Carl Frederik Albert Christensen. Blechnum durum ingår i släktet Blechnum och familjen Blechnaceae. Inga underarter finns listade.